# Euproctis huntei
Euproctis huntei är en fjärilsart som beskrevs av W. Warren 1903. Euproctis huntei ingår i släktet Euproctis och familjen tofsspinnare. Inga underarter finns listade i Catalogue of Life.